# Thénac, Charente-Maritime
Thénac là một xã trong tỉnh Charente-Maritime trong vùng Nouvelle-Aquitaine, tây nam nước Pháp. Xã Thénac, Charente-Maritime nằm ở khu vực có độ cao trung bình 54 mét trên mực nước biển.